# St. Marien (Endschütz)

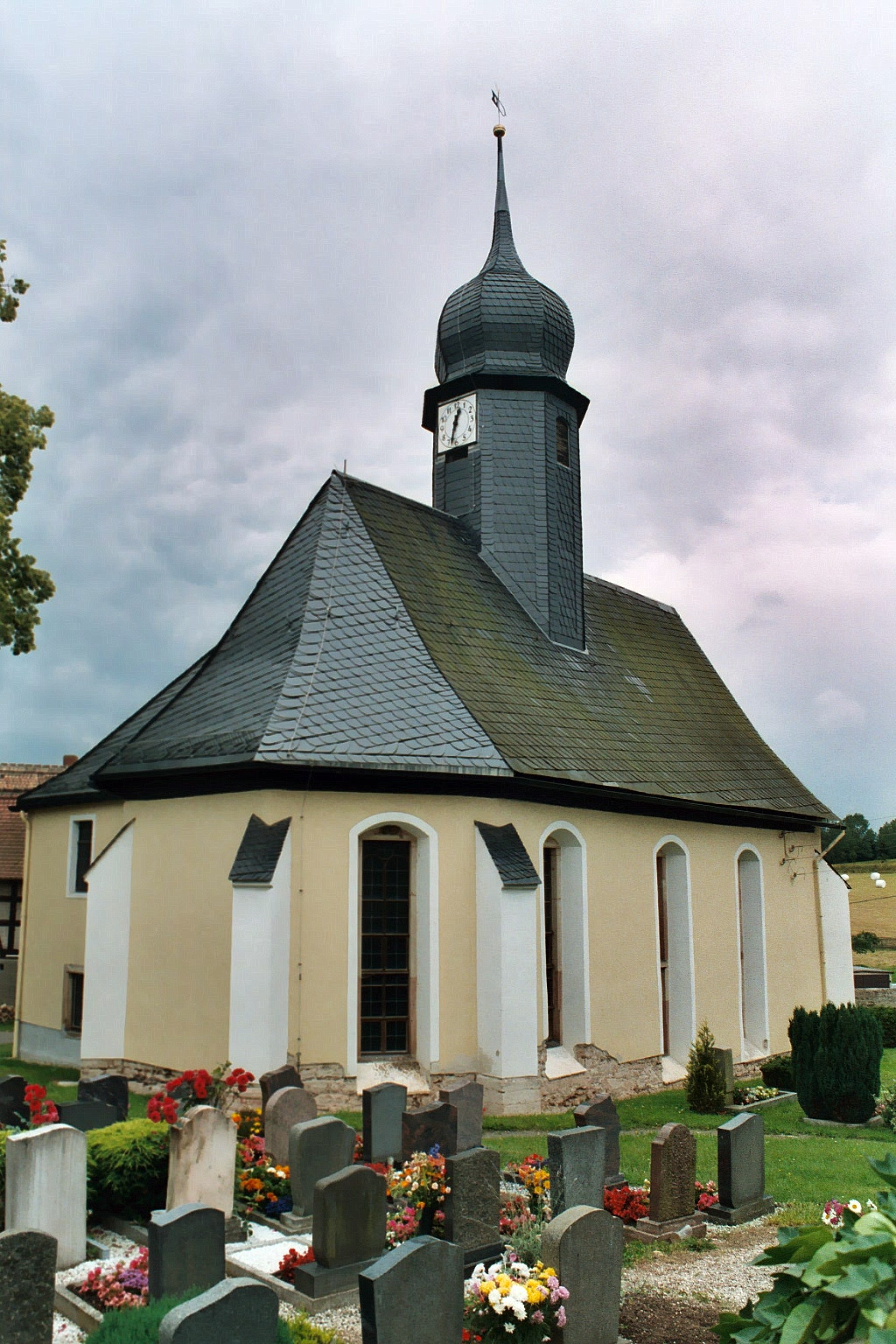
St. Marien

Die evangelisch-lutherische Filialkirche St. Marien steht in Endschütz, eine Gemeinde im thüringischen Landkreis Greiz. Der Sprengel St. Marien gehört zur Kirchengemeinde St. Veit Wünschendorf/Elster.
Zur Kirchengemeinde Wünschendorf-Endschütz im Pfarrbereich Wünschendorf-Endschütz mit der Haupt- und Pfarrkirche St. Veit gehören weitere Kirchengemeinden, so die Kirchengemeinde Endschütz mit ihrer Kirche. Diese wiederum gehören zum Kirchenkreis Gera der Evangelischen Kirche in Mitteldeutschland.

## Beschreibung
Die im Kern gotische Saalkirche mit polygonalem Abschluss im Osten ist mehrfach, vor allem im 17. und 18. Jahrhundert umgebaut worden. 1989/90 wurde sie letztmals renoviert. An allen Ecken des Kirchenschiffs befinden sich Strebepfeiler. Im Süden liegt ein zweigeschossiger Anbau mit Sakristei und Patronatsloge. Der Dachreiter und seine geschweifte Haube sind schiefergedeckt, ebenso das Satteldach über dem Kirchenschiff.
Der Innenraum hat dreiseitige Emporen, deren Brüstungen mit volkstümlicher Malerei versehen sind. Die unter der Patronatsloge befindlichen Brüstungsfelder sind zugleich mit dem Kanzelaltar entstanden, aber erst im 20. Jahrhundert vor der Ostwand angebracht worden. Der Kanzelaltar vom Ende des 17. Jahrhunderts hat ein durchbrochenes Schnitzwerk. Der polygonale Kanzelkorb hat gewundene Säulen an den Ecken und Christus Salvator und die Evangelisten als Schnitzfiguren. Auf dem Schalldeckel befinden sich Engel mit Leidenswerkzeugen und der auferstandene Christus. Im Chor steht ein um 1500 in Thüringen entstandenes, geschnitztes Altarretabel, das Maria mit Kind, drei Heiligenfiguren und ein Relief mit dem Tod Mariens zeigt. Außerdem befindet sich in der Kirche ein barockes Vortragekreuz, eine volkstümliche Schnitzarbeit mit züngelnden Strahlen um das Corpus und Engeln an den Kreuzenden. Eine ca. 1 m große Schnitzfigur von Johannes dem Täufer ist Träger des Taufbeckens. Im Südanbau befindet sich das Epitaph des 1580 verstorbenen Naumburger Bürgermeisters Weisse, Gutsherr zu Endschütz.
Die Orgel mit barockem Prospekt hat 10 Register, verteilt auf 2 Manuale und Pedal und wurde 1902 von Adam Eifert gebaut.